# 似壳吸管虫科
似壳吸管虫科（学名：Paracinetidae）是吸管目下的一个科。

## 下属分类
本科包括以下属：
- 杯吸管虫属 Actinocyathula Corliss, 1960
- Distarcon
- Loricophrya Matthes, 1956